# Alfredo Leal Kuri
Alfredo Leal Kuri (México, D.F., 18 de maio de 1930 – 2 de outubro de 2003) foi um matador de touros e ator mexicano.

## Biografia
Era filho de um general do exército e de mãe de origem libanesa. Ainda que iniciou estudos superiores, rapidamente se decantou pela corrida de touros, apresentando-se na praça México o 18 de julho de 1948. Com um progresso lento e sem grandes sucessos, chegou à alternativa em 16 de novembro de 1952, cerimônia que teve lugar na capital quando Carlos Arruza, com o depoimento de José Martorell, lhe cedeu a morte de um touro de Zacatepec.
Dada a escassa projeção da sua carreira nesse momento, Leal decidiu renunciar ao seu doutorado e viajar até Espanha para assim começar uma nova etapa como novilheiro. Sua apresentação em Madrid foi em 23 de agosto de 1953, alternando com Francisco Peláez e Alfonso Gómez, com sucesso. Faleceu em 2 de outubro de 2003, aos 73 anos, em consequência de falha cardíaca.

## Vida pessoal
Foi esposo da cantora mexicana Lola Beltrán. Em 19 de junho de 1985 contraiu casamento com uma jovem advogada de origem judia chamada Susana Balk, hoje sua viúva, e de cujo casal nasceu em 19 de setembro de 1987 o seu filho Alfredo Leal Balk.